# Nicolò Bulega
Nicolò Jarod Bulega (* 16. Oktober 1999 in Montecchio Emilia) ist ein italienischer Motorradrennfahrer. Er startete von 2015 bis 2018 in der Moto3-Klasse der Motorrad-Weltmeisterschaft sowie seit 2019 in der Moto2-Klasse. 2022 startete er in der Supersport-Weltmeisterschaft. 2023 gewann er den Weltmeistertitel in dieser Klasse. Seit 2024 tritt er für Ducati in der Superbike-Weltmeisterschaft an. Er startet dort für das Werksteam an der Seite des Weltmeisters von 2022 und 2023 Álvaro Bautista. 

## Karriere

### Anfangsjahre
Im Alter von acht Jahren begann Nicolò Bulega in der italienischen Minimoto-Meisterschaft. Bis 2013 fuhr er in verschiedenen italienischen Meisterschaften und gewann mehrere Titel. 2014 startete er in der CEV-Moto3-Junioren-Weltmeisterschaft und schloss die Saison mit dem sechsten Gesamtrang und zwei Podiumsplatzierungen ab. Die folgende Saison in der Meisterschaft gewann er.

### Moto3-Klasse
Bulega gab 2015 mit einer Wildcard beim Großen Preis von Valencia im Sky Racing Team VR46 von Valentino Rossi sein Debüt in der Motorrad-Weltmeisterschaft. Er schloss das Rennen als Zwölfter ab und errang so seine ersten WM-Punkte. Seit der Saison 2016 ist er Fixstarter im Sky Racing Team an der Seite von Andrea Migno und zunächst Romano Fenati. Nach der Suspendierung Fenatis wurde Lorenzo Dalla Porta sein neuer Teamkollege.

## Statistik

### Erfolge
- 2015 – Spanischer Moto3-Meister auf KTM
- 2023 – Supersport-Weltmeister auf Ducati

### In der Motorrad-Weltmeisterschaft
| Saison | Klasse | Team                      | Motorrad | Rennen | Siege | Zweiter | Dritter | Poles | Schn. Runden | Punkte | Ergebnis |
| ------ | ------ | ------------------------- | -------- | ------ | ----- | ------- | ------- | ----- | ------------ | ------ | -------- |
| 2015   | Moto3  | Sky Racing Team VR46      | KTM      | 1      | –     | –       | –       | –     | –            | 4      | 31.      |
| 2016   | Moto3  | Sky Racing Team VR46      | KTM      | 18     | –     | 1       | 1       | 1     | 2            | 129    | 7.       |
| 2017   | Moto3  | Sky Racing Team VR46      | KTM      | 17     | –     | –       | –       | 1     | –            | 81     | 12.      |
| 2018   | Moto3  | Sky Racing Team VR46      | KTM      | 14     | –     | –       | –       | –     | –            | 18     | 26.      |
| 2019   | Moto2  | Sky Racing Team VR46      | Kalex    | 18     | –     | –       | –       | –     | –            | 48     | 17.      |
| 2020   | Moto2  | Federal Oil Gresini Moto2 | Kalex    | 15     | –     | –       | –       | –     | –            | 32     | 20.      |
| 2021   | Moto2  | Federal Oil Gresini Moto2 | Kalex    | 16     | –     | –       | –       | –     | –            | 12     | 26.      |
| Gesamt | Gesamt | Gesamt                    | Gesamt   | 99     | 0     | 1       | 1       | 2     | 2            | 324    |          |

### In der Supersport-Weltmeisterschaft
| Saison | Team                            | Motorrad           | Rennen | Siege | Zweiter | Dritter | Poles | Schn. Runden | Punkte | Ergebnis    |
| ------ | ------------------------------- | ------------------ | ------ | ----- | ------- | ------- | ----- | ------------ | ------ | ----------- |
| 2022   | Aruba.it Racing Supersport Team | Ducati Panigale V2 | 24     | –     | 2       | 7       | –     | 3            | 242    | 4.          |
| 2023   | Aruba.it Racing Supersport Team | Ducati Panigale V2 | 24     | 16    | 3       | 2       | 10    | 11           | 503    | Weltmeister |
| Gesamt | Gesamt                          | Gesamt             | 48     | 16    | 5       | 9       | 10    | 14           | 745    | 1 WM-Titel  |

### In der Superbike-Weltmeisterschaft
(Stand: Großer Preis von Australien, 23. Februar 2025)
| Saison | Team                     | Motorrad             | Rennen | Siege | Zweiter | Dritter | Poles | Schn. Runden | Punkte | Ergebnis |
| ------ | ------------------------ | -------------------- | ------ | ----- | ------- | ------- | ----- | ------------ | ------ | -------- |
| 2024   | Aruba.it Racing – Ducati | Ducati Panigale V4 R | 36     | 6     | 15      | 3       | 4     | 7            | 484    | 2.       |
| 2025   | Aruba.it Racing – Ducati | Ducati Panigale V4 R | 3      | 3     | –       | –       | 2     | 2            | 62     | 1.       |
| Gesamt | Gesamt                   | Gesamt               | 39     | 9     | 15      | 3       | 6     | 9            | 546    |          |